# Terza guerra sannitica
La terza guerra sannitica fu combattuta da Roma contro i Sanniti, tra il 298 a.C. e il 290 a.C. Teatro dello scontro furono la Campania, il Sannio, l'Etruria e il Piceno.

## Antefatto
Nel 298 a.C. i Lucani, il cui territorio era fatto oggetto di saccheggi da parte dei Sanniti, inviarono ambasciatori a Roma, per chiederne la protezione.
(Tito Livio, Ab urbe condita, libro X, 11, 13)
Roma accettò l'alleanza con i Lucani, e dichiarò guerra ai Sanniti, quando questi mandarono indietro i feziali romani, inviati per chiedere che i Sanniti si ritirassero dalle terre dei Lucani.
Inoltre, già nel 299 a.C. era stato siglato un patto tra Piceni e Romani, premessa per l'alleanza piceno-romana durante la guerra.
(Tito Livio, Ab urbe condita, libro X, 10, 12.)

## Conflitto
Il console Gneo Fulvio Massimo Centumalo cui era toccata la campagna contro i Sanniti, guidò i Romani alla presa di Boviano e di Aufidena. Tornato a Roma, Gneo ottenne il trionfo.
Nel 297 a.C., guidati dai consoli Quinto Fabio Massimo Rulliano e Publio Decio Mure, gli Eserciti Romani arrivarono nel Sannio, seguendo due direttrici diverse; quello condotto da Fabio passò attraverso il territorio di Sora, e quello condotto da Decio, attraverso quello dei Sidicini. L'esercito Romano condotto da Mure, riuscì a sconfiggere un esercito di Apuli, vicino a Maleventum, impedendo che questi si potessero unire agli alleati Sanniti nella battaglia combattuta e vinta dai Romani, guidati da Fabio, nei pressi di Tifernum. Dopo queste battaglie, i due Eserciti Romani saccheggiarono il Sannio, senza incontrare resistenza alcuna, conquistando anche la città di Cimetra.
Nel 296 a.C., i due Consoli eletti Lucio Volumnio Flamma Violente ed Appio Claudio Cieco, operarono in Etruria, dove si erano recati i Sanniti per ottenere l'alleanza degli Etruschi, sconfiggendo un Esercito Etrusco-Sannita, mentre Quinto Fabio e Decio Mure,  lasciati nel Sannio con poteri proconsolari misero a ferro e fuoco la regione, facendo grande bottino, e conquistando le città di Murgantia, Romulea e Ferentinum.
La resa dei conti ci fu con la battaglia di Sentino (in latino Sentinum: nella pianura in prossimità della cittadina di Sassoferrato, oggi in provincia di Ancona), nel 295 a.C. dove i Romani dovettero fronteggiare una coalizione nemica composta da 4 popoli: Sanniti, Etruschi, Galli ed Umbri. I Romani vennero inizialmente sorpresi dai Galli, che si gettarono nella mischia con carri carichi di arcieri che scagliavano frecce. Il fracasso dei carri spaventò i cavalli romani, i quali batterono in ritirata. Il Console Plebeo Publio Decio Mure, figlio del Decio Mure  che aveva combattuto nella Prima guerra Sannitica compì il rito della devotio  consacrandosi a Marte ed agli Dei Inferi, scagliandosi contro i carri e perdendo la vita nella mischia. Il gesto eroico e ancor più la morte del Console, che indicava l'accettazione del sacrificio da parte degli Dei, rianimò le schiere romane che riportarono alla fine una completa vittoria. Sempre quell'anno Lucio Volumnio Flamma Violente, con poteri proconsolari, sconfisse i Sanniti nei pressi di Triferno, e successivamente, raggiunto dalle forze guidate dal Proconsole Appio Claudio, sconfisse le forze sannite, fuggite dalla battaglia di Sentino, nei pressi di Caiazia.
Nel 294 a.C., mentre l'Esercito Romano otteneva importanti vittorie sugli Etruschi, costringendoli a chiedere la pace, fu combattuta una sanguinosa ed incerta battaglia davanti alla città di Luceria, durata due giorni, alla fine dei quali i Romani risultarono vincitori, con così tante perdite, che al console Marco Atilio Regolo fu negato il trionfo, una volta tornato a Roma.
Nel 293 i Consoli Lucio Papirio Cursore e Spurio Carvilio Massimo condussero i loro Eserciti, su rotte parallele, partendo dalla media valle del Liri mantenendosi a circa 30 km di distanza e tenendosi in contatto tramite messaggeri: Papirio Cursore dalla Campania settentrionale puntò su Aquilonia mentre Spurio Carvilio Massimo si diresse su Cominium. Il piano era di attaccare contemporaneamente e con la massima durezza. I combattimenti nella battaglia di Aquilonia furono durissimi e costarono oltre 50000 morti, ma a sera i Comandanti Romani entravano vittoriosi nelle rovine delle due fortezze.
Da Aquilonia, dove aveva combattuto la Legio Linteata alcuni superstiti si rifugiarono a Bovianum da dove riorganizzatisi condussero una resistenza disperata che durò fino al 290, con l'ultima, durissima campagna condotta dai consoli Manio Curio Dentato e Publio Cornelio Rufino. L'anno precedente i consoli Fabio Gurgite e Postumio Megello avevano conquistato la roccaforte di Venusia, in cui subito fu dedotta una grande colonia.
I patti della resa non sono noti: Livio dice solo che "il trattato fu rinnovato" ma sicuramente non possiamo aspettarci che ai Sanniti fossero lasciate le favorevoli condizioni dell'ultimo trattato; essi però, sia pure ridotti di numero, in un territorio rimpicciolito e stretto da ogni parte da colonie Romane, probabilmente conservavano una certa indipendenza e la libertà di erigersi in lega di popolazioni.

## Conseguenze
Con la vittoria sui Sanniti, i Romani conquistarono una posizione egemonica in tutto il centro sud, imponevano alle altre, ancora forti popolazioni italiche, le loro decisioni in politica estera, le riducevano a fornire contingenti di truppe e a finanziare campagne militari; Roma conquistava il potere che l'avrebbe condotta a scontrarsi nel giro di un secolo prima con Pirro e poi con Cartagine.